# Weeze
Weeze (IPA: [ˈveːzə] o [ˈveːtsə]) è un comune di 11 900 abitanti della Renania Settentrionale-Vestfalia, in Germania.
Appartiene al distretto governativo (Regierungsbezirk) di Düsseldorf e al circondario (Kreis) di Kleve (targa KLE).